# Paix d'Amasya
La paix d’Amasya ou traité d’Amasya est un traité conclu le 29 mai 1555 entre Tahmasp Ier des Séfévides et Soliman le Magnifique de l'Empire ottoman à la ville d'Amasya (actuelle Turquie), à la suite de la guerre turco-persane de 1532 à 1555.

## Contexte
Après leur défaite à Tchaldiran en 1514, les Séfévides évitaient les batailles et préféraient la tactique de la terre brûlée. Les Ottomans firent des incursions dans le territoire perse, mais à chaque fois furent confrontés à une guérilla qui menaçait leur ravitaillement. Les deux côtés souffraient du manque de ressources et les armées étaient démoralisées. 

## Les pourparlers
Le 6 août 1554, les Perses envoient un prisonnier turc avec une offre de paix au camp turc de Bāyazīd (aujourd'hui : Doğubeyazıt). Le 26 septembre 1554, le Šāh-qolī Āqā, envoyé du Shah Ṭahmāsp, arrive à Erzurum, camp de Soliman. L'offre de paix vient à point pour les turcs qui doivent aussi combattre les Habsbourg à l'ouest ; un armistice est donc conclu avant la signature du traité. Le 10 mai 1555 le chef portier (īšīk-āqāsī) Kamāl-al-dīn Farroḵzāda Beg arrive à Amasya, où Soliman avait établi ses quartiers d'hiver. 
Le traité est signé le 29 : la Perse reconnaissait la souveraineté des turcs sur l'Empire ottoman et s'engageait à des relations amicales sur la frontière ; par déférence envers les ottomans sunnites, on cesserait de maudire officiellement Abū Bakr et ʿOmar. De leur côté, les Ottomans garantissaient le passage des pèlerins perses vers la Mecque, Médine, Karbalā, et Naǰaf.

## Conséquences
Le traité permet aux Ottomans de se dédier à leur front occidental et à leurs affaires internes. La Perse peut aussi consolider ses forces et réparer les dégâts subis par ses provinces occidentales. 
La paix sera observée jusqu'au décès du Shah Ṭahmāsp (1576), les troubles qui s'ensuivirent encourageant les Ottomans à s'avancer dans les régions du Caucase que les deux empires désiraient conquérir.